# Bindungsangst
Bindungsangst (englisch fear of commitment; gelegentlich lateinisch Commitorum Metus; auch: „Bindungsphobie“, „Beziehungsverweigerung“, “Pistanthrophobie”) bezeichnet in der Alltagssprache die Angst vor dem Eingehen tiefer und enger Beziehungen. Der Begriff nimmt grundsätzlich Bezug auf die Bindungstheorie und wird beispielsweise häufig in der Ratgeberliteratur zu diesem Thema verwendet. „Bindungsangst“ ist dabei aber kein Fachbegriff der wissenschaftlichen Bindungsforschung und stellt auch keine klinische Diagnose im ICD-10 oder DSM-5 dar.
In Anlehnung an die Bindungstheorie wird häufig angenommen, dass bindungsängstliche Menschen durch eine Furcht vor Nähe, Intimität oder Commitment ablehnend oder ambivalent auf enge Beziehungen oder entsprechende Situationen reagieren.  Teils werden aber auch Begrifflichkeiten und Konzepten der Tiefenpsychologie als Erklärung herangezogen. Die genutzten Erklärungen und Beschreibungen haben nur manchmal Bezug zu wissenschaftlichen Bindungsmodellen, teils handelt es sich auch um küchenpsychologische oder pathologisierende Theorien.
Die gegensätzliche Angst, die zu vorschnellem „Klammern“ führt, wird oft Verlustangst genannt.  Während bei Bindungsangst die Bindung selbst als bedrohlich angesehen wird, besteht bei Trennungsangst oder Verlustangst eine starke, übermäßige Angst vor einer erwarteten Trennung von Bezugspersonen.

## „Bindungsangst“ in der populärpsychologischen Ratgeberliteratur
Im 21. Jahrhundert entstand im deutschsprachigen Raum – beginnend mit Stefanie Stahls Band Jein! (2008) – ein Genre der populärpsychologischen Ratgeberliteratur, das speziell Leserinnen ansprach, deren Partner zwar die Annehmlichkeiten einer Sex- oder Liebesbeziehung genießen, sich aber nicht den Verpflichtungen einer Partnerschaft unterwerfen wollten. In den Vereinigten Staaten war zwei Dekaden zuvor der Sachbuchautor Steven A. Carter mit Bestsellern wie Men Who Can’t Love (1987) vorangegangen.
Bindungsangst bezeichnet in diesen Büchern dabei nicht eine berechtigte Sorge angesichts möglicher Konsequenzen einer scheiternden Beziehung oder eine Enttäuschungsprophylaxe, sondern eine problematische Angst vor Gefühlen und vor Nähe: „Menschen mit Bindungsangst fällt es oft schwer ihre Gefühle zuzulassen und einen anderen Menschen in ihr Leben zu lassen. Deshalb vermeiden sie es oftmals gänzlich eine Beziehung einzugehen.“  Es ist die Bindung selbst, die von Bindungsängstlichen als Bedrohung gedeutet wird.

### Von der Bindungstheorie zur populärwissenschaftlichen Thematisierung von „Bindungsangst“
Der Terminus „Bindung“ wurde in den 1950er Jahren durch die Entwicklungspsychologen Mary Ainsworth und John Bowlby geprägt. Ihre Bindungstheorie beschrieb Bindungstypen und -störungen der frühen Kindheit, aber der Begriff der Begriff der „Bindungsangst“ kam darin nicht direkt vor.
Die Bindungstheorie nimmt an, dass Bindung eine phylogenetisch gewachsenes Grundbedürfnis von Kindern (und Erwachsenen) ist, dass sie davor schützt sich in Gefahr zu bringen. Demnach wird Bindung als Gegensatz zum Erkundungsbedürfnis verstanden. Je nachdem, ob die Balance aus Bindung und Exploration ausgewogen oder einseitig bzw. dysfunktional ist, unterscheidet die Bindungstheorie verschiedene Bindungstypen. Die Annahme ist dabei immer, dass (insbesondere die frühen) Bindungserfahrungen das eigene inneres Arbeitsmodell der Bindung und damit den Bindungstyp beeinflussen. Als wichtigste Determinante für eine sichere Bindung, sprich eine gute Balance aus Exploration und Bindungsverhalten, gilt in der Forschung die elterliche Feinfühligkeit. (Die angenommene Kontinuität des Bindungsstils von Kindheit bis Erwachsenenalter ließ sich später metaanalytisch allerdings kurz zusammengefasst nicht nachweisen.)
Personen, die in ihrer Kindheit eine problematische Bindungsgeschichte durchlaufen haben, entwickeln als Erwachsene demnach in ihrem Sozialverhalten unter Umständen zum Beispiel einen unsicher-distanzierten Stil, der durch Abwertung von Bindung und Emotionen geprägt ist. Andere entwickeln aber auch zum Beispiel einen unsicher-verstrickten Stil. Personen mit diesem Bindungsstil haben ein sehr ausgeprägtes Bedürfnis nach Nähe und beschäftigen sich übermäßig mit Bindung.
In der bindungsorientierten Ratgeberliteratur wird die „Bindungsangst“ demnach als verwandt mit dem Konzept des unsicher-distanzierten Typs bzw. als typisch für diesen betrachtet.
In der zweiten Hälfte der 1950er Jahre erscheint – angeregt durch die gesellschaftliche Diskussion um die Bindungstheorie – in der deutschsprachigen Literatur auch der Begriff „Bindungsangst“. Der Gebrauch erfolgte zunächst nur ad hoc, vielfach gar nicht in psychologischen, sondern in literaturwissenschaftlichen Schriften.
Nur manche der Autoren populärwissenschaftlicher Ratgeberliteratur zur „Bindungsangst“ sind allerdings direkt aus dem Gedankenfundus der wissenschaftlichen Bindungstheorie inspiriert.

### Theoretische Inspiration durch die Tiefenpsychologie
Oft sind Ratgeber dazu auch angelehnt an tiefenpsychologische Begrifflichkeiten oder Konzepte. Die dabei entstehenden Modelle haben oft nur wenig bis nichts mit aktuell diskutierten psychologischen Modellen zu tun. Teils sind diese Ratgeber und Modelle auch wertend, stark pathologisierend oder treffen küchenpsychologische Aussagen zu Ursachen und „Heilung“. (Nichtsdestotrotz gibt es selbstverständlich auch ernsthafte tiefenpsychologische Ansätze in Bezug auf Bindung und Beziehungen.)
In den 1990er Jahren mehrte sich im deutschsprachigen psychologischen Schrifttum die Verwendung des Ausdrucks „Bindungsangst“; so schrieb der österreichische Psychotherapeut Josef Rattner 1997 in einem Aufsatz über Simone de Beauvoir deren notorisch untreuem Partner Jean-Paul Sartre eine Bindungsangst zu. Die Autoren, die den Terminus verwendeten, darunter etwa Karl König, standen nicht der Bindungstheorie, sondern der Tiefenpsychologie (Psychoanalyse, Individualpsychologie) nahe und versuchten, eine Pathologie zu beschreiben und zu erklären, die sie im narzisstischen Formenkreis verorteten: ein Defizit an Empathie, das mit ausgeprägtem Egoismus, Angst vor emotionaler Abhängigkeit und einer Vermeidung enger Bindungen daherkomme.
Die populärpsychologische Ratgeberliteratur, die „Bindungsangst“ beschreibt, ist mehrheitlich von tiefenpsychologischem Gedankengut inspiriert, insbesondere von Konzepten wie Narzissmus, Unbewusstem, Verdrängung, Ambivalenz und Grundkonflikten. Die Autoren vermuten bei Personen, die ihrem Sexualpartner eine volle Partnerschaft vorenthalten, eine narzisstisch-bindungsphobische Störung, die nur dadurch kuriert werden könne, dass das Verdrängte ins Bewusstsein gebracht und aufgearbeitet wird.
Die Ursache für die Entstehung der narzisstisch-bindungsphobischen Störung suchen die Autoren in einer schlecht bemessenen Zuwendung, die dem Betroffenen als Kind entgegengebracht wurde, das heißt, er wurde entweder überbehütet oder vernachlässigt. Dass als zumeist Hauptschuldige die Mutter ausgemacht wird, soll erklären, dass Männer häufiger betroffen sind als Frauen. Es wird angenommen, dass traumatische Erfahrungen wie sexueller Missbrauch, Tod oder Scheidung der Eltern oder eigene schmerzhafte Trennungen die Problematik verschärfen.
Wenn sie als Erwachsene sexuelle Beziehungen eingehen, so geraten Personen mit narzisstisch-bindungsphobischer Störung in einen schweren Ambivalenzkonflikt. Einerseits haben sie – weil ihnen die in ihrer Kindheit vorenthalten wurde – große Sehnsucht nach Bindung. Andererseits fürchten sie Bindung aber auch, weil sie narzisstisch gestört sind und lieber autonom bleiben möchten. Sie empfinden Bindung als Einengung und Freiheitsentzug. Dieser Konflikt ist dem Bindungsphobiker – so schreiben die Ratgeberautoren – meist nicht bewusst, die Bindungsangst wird verdrängt oder geleugnet, eine Krankheitseinsicht fehlt. Stefanie Stahl geht sogar so weit, nicht nur den „Beziehungsverweigerer“ zu pathologisieren, sondern auch den Partner; dieser überlasse dem anderen nur die Initiative der Distanzierung, profitiere von dessen Beziehungsflucht aber, weil auch ihm selbst dadurch Nähe und Commitment erspart bleiben („passive Beziehungsverweigerung“). In Men Who Can’t Love hatten Steven Carter und Julia Sokol 1987 das düstere, brandmarkende Porträt eines Typus von beziehungsflüchtigen Männern geliefert, deren Verhalten sie als Ausdruck von Commitment Phobia und Beziehungsunfähigkeit deuteten, und in dem viele Leserinnen – zumeist Frauen mit schlechten Beziehungserfahrungen – ihren Noch- oder Expartner wiederzuerkennen glaubten. Zum Repertoire dieser bösartigen Narzissten gehören laut Carter und Sokol unter anderem Verhaltensweisen wie das willkürliche Vom-Zaun-Brechen von Streitigkeiten, kommentarloses Verschwinden über viele Tage, und Seitensprünge, die nur unternommen werden, damit die Partnerin sie entdeckt. Carter und Sokol gehen davon aus, dass von ihnen sog. „bösartige Narzissten“ überhaupt nicht kuriert werden können. In der deutschsprachigen populärpsychologischen Ratgeberliteratur dagegen stehen bei der Beschreibung von Beziehungsflüchtigen Verhaltensweisen wie das Ausweichen vor körperlicher Nähe (Sex, Kuscheln, Umarmen, Küssen, öffentliches Händchenhalten), das Zurücknehmen von Heiratsanträgen oder die Weigerung im Vordergrund, eine gemeinsame Wohnung zu beziehen oder auch nur zusammen in Urlaub zu fahren.
Bindungsphobikern wird in der populärpsychologischen Ratgeberliteratur empfohlen, sich in Introspektion zu üben, sich Ängste bewusst zu machen und einer Realitätsprüfung zu unterziehen, und die persönlichen Erinnerungen bis in die Kindheit hinein nach pathogenen Erlebnissen zu durchforschen. Der Partner und eventuell auch ein Psychotherapeut sollen in diesen Prozess einbezogen werden.

## Weitere Beziehungs-relevante Konzepte in der Psychologie
Jenseits einseitig pathologisierender Deutungen stellt Bindung selbstverständlich ein sehr wichtiges Thema dar, dass auch in vielen Psychotherapien zur Sprache kommt. Auch besitzen partnerschaftliche Beziehungsschwierigkeiten zwar keinen Krankheitswert, können aber trotzdem als sehr belastend erlebt werden und zum Beispiel in einer Paartherapie aufgearbeitet werden.
In der populärpsychologischen Ratgeberliteratur werden, wenn von „Beziehungsverweigerung“ die Rede ist, die Vermeidung von Nähe und von Commitment gleichgesetzt. Beide Verhaltensweisen kommen jedoch auch unabhängig voneinander vor und es gibt selbstverständlich auch viele andere Gründe, warum eine Person keine Beziehung eingehen möchte oder kann (z. B. religiöse, ökonomische oder soziale).
Es ist charakteristisch für die populärpsychologische Ratgeberliteratur, dass sie – oftmals im Grenzbereich zum Disease Mongering – Symptombilder beschreibt, ohne eine Differentialdiagnostik oder gar solche alternativen Erklärungen anzubieten, die gänzlich außerhalb des Krankhaften liegen. Zum Vergleich hier darum, was die wissenschaftliche Psychiatrie und die Sozialpsychologie anbieten:

### Psychiatrische Symptombilder
Die klinische Psychologie kennt keine narzisstisch-bindungsvermeidende Pathologie, wie sie in der populärpsychologischen Ratgeberliteratur beschrieben wird. „Beziehungsangst“ bzw. verwandte in den Ratgebern besprochene Phänomene stellen grundsätzlich keine anerkannte Diagnose dar.
Die klinische Psychologie kennt eine kleine Anzahl von (relativ seltenen) Symptombildern, in denen die Vermeidung von Nähe oder Commitment direkt eine wichtigere Rolle spielt. Bei den hier genannten Persönlichkeitsstörungen ist die Vermeidung aber nur ein diagnostisches Kriterium oder ein Effekt der Störung und keineswegs alleine definitorisch für sie.

#### Vermeidung von Nähe
Ein Ausweichen vor Nähe und Intimität wird am ehesten im Falle der selbstunsicher-vermeidenden Persönlichkeitsstörung (AvPD) und der schizoiden Persönlichkeitsstörung (SPS) beschrieben. Personen mit AvPD haben eine ausgeprägte Furcht vor Kritik, Missbilligung oder Ablehnung, und lassen sich auf soziale Kontakte nur ein, wenn große Sicherheit besteht, dass sie gemocht werden. Personen mit SPS sind extrem introvertierte Menschen, die einen Umgang mit anderen Menschen generell meiden. Auch viele Personen im Autismusspektrum empfinden Nähe als unangenehm.
Bei den Bindungsstörungen existiert die oben grob beschriebenen Typen eines ängstlichen und eines vermeidendenden Typus (dismissive-avoidant type). Die Bindungsstörungen wurden in die medizinischen Klassifikationssysteme zwar aufgenommen, werden dort jedoch als rein pädiatrisches Problem behandelt. Tatsächlich besteht die Symptomatik oft aber bis ins Erwachsenenalter fort und bedarf, wenn Leidensdruck gegeben ist, auch dann noch der Behandlung.

#### Vermeidung von Commitment
Neben dem Ausweichen vor Nähe und Intimität kennt die klinische Psychologie auch ein Ausweichen vor Selbstverpflichtung. Dies wird etwa im Falle der dissozialen Persönlichkeitsstörung (APS) beschrieben. Personen mit APS fällt es meist leicht, Beziehungen zu anderen Menschen herzustellen; weil es ihnen an Empathie und an Gefühl für soziale Verantwortung fehlt, haben sie oft jedoch große Probleme, diese Beziehungen angemessen zu pflegen und aufrechtzuerhalten.

### Sozialpsychologische Perspektive

#### Investmentmodell enger Beziehungen
Eine umfassende Theorie des Commitments in Partnerschaften hat 1983 die niederländische Sozialpsychologin Caryl Rusbult (Vrije Universiteit Amsterdam) vorgelegt, und zwar im Anschluss an George Levingers austauschtheoretischen Ansatz von 1976. Dabei wird in diesem Modell nicht die Bindung, sondern die Beziehungszufriedenheit und die Aufrechterhaltung der Beziehung betrachtet.
Ihr Investmentmodell enger Beziehungen geht davon aus, dass Personen dann mit ihrer Partnerschaft zufrieden sind und sich an die Beziehung gebunden fühlen, wenn sie:
1. aus der Beziehung Nutzen ziehen, ohne im Gegenzug allzu viel dafür geben zu müssen
2. keine Alternativen haben, also keine andere Partnerschaften, die ihnen besser dienen
3. viel Aufwand, Mühen, Zeit und andere Leistungen in die Partnerschaft „investiert“ haben[31]

Im Rahmen einer Langzeitstudie hat Rusbult im selben Jahr nachgewiesen, dass dies keine reine Theorie ist, sondern von der Realität bestätigt wird. Die hier aufgeführten Bindungsfaktoren sind so stark, dass z. B. viele Frauen selbst an einem gewalttätigen Partner festhalten, der sie misshandelt; in diesem Falle ziehen sie aus der Beziehung zwar nur wenig erkennbaren Nutzen, glauben jedoch, viel in die Beziehung „investiert“ zu haben, und wissen auch keine Alternative.
Aufgrund einer generellen Verbesserung ihrer Lebenssituation sind Frauen in Ländern der Westlichen Welt heute wenige darauf angewiesen, mit Männern zusammenzuleben. Insbesondere ökonomisch und sozial können Frauen ihr Leben heute ganz ohne männlichen Partner bestreiten. Frauen sind darum heute deutlich weniger bereit als in früheren Zeiten, unbefriedigende Beziehungen aufrechtzuerhalten. Insbesondere Frauen, denen umfangreiche Alternativen zur Verfügung stehen (wechselnde Liebschaften, Karriere, Freundschaftsnetzwerke), sind möglicherweise weniger motiviert, sich auf eine einzige romantische Beziehung festzulegen, und zwar selbst dann, wenn diese eventuell gut funktionieren würde.
Der austauschtheoretische Ansatz ist in der Sozialpsychologie inzwischen umstritten. Guy Bodenmann hat ihm 2000 einen stresstheoretischen Ansatz entgegengestellt.

#### Messung von partnerschaftlicher Bindung
Im Projekt Sozialpsychologie der Ruhr-Universität Bochum hat ein Wissenschaftlerteam 2007 den Bochumer Bindungsfragebogen (BoBi) entwickelt, ein Messinstrument zur Selbsteinschätzung der partnerschaftlichen Bindung entlang der beiden Dimensionen Vermeidung und Angst. Das Forschungsinteresse der Bochumer Sozialpsychologen galt den Determinanten von Beziehungsflucht (Verträglichkeit, Neurotizismus, Beziehungsveränderungen).
Der Bochumer Fragebogen basiert auf einem Messinstrument namens Experiences in Close Relationships (ECR), das 1998 von einem Forschungsteam am College at Brockport der State University of New York vorgelegt worden war. Das Team in Brockport – Kelly A. Brennan und Phillip R. Shaver – hatte am Bindungsverhalten in Partnerschaften bereits seit Anfang der 1990er Jahre geforscht. Brennan und Shaver waren mehr als die Bochumer an der Bindungstheorie orientiert gewesen und sie hatten starke Zusammenhänge zwischen frühkindlicher Bindung und Paardynamik nachweisen können.